# 4998 Kabashima
A 4998 Kabashima (ideiglenes jelöléssel 1986 VG) a Naprendszer kisbolygóövében található aszteroida. Szuzuki Kenzó és Urata Takesi fedezte fel 1986. november 5-én.